# Danh sách quân chủ Myanmar
Đây là danh sách các vua của Myanmar (Miến Điện), bao gồm quốc vương của tất cả các vương quốc chính từng tồn tại trên lãnh thổ Myanmar ngày nay. Mặc dù Myanmar về mặt truyền thống duy trì quan điểm các quốc gia của Myanmar (người Môn, người Miến, người Arakan), bắt đầu từ thế kỷ 9 TCN song các tư liệu lịch sử chỉ có thể xác nhận mốc thời điểm sớm nhất là 1044 SCN khi Anawrahta sáng lập triều Pagan. Còn các sự kiện nằm xa mốc năm 1044 khó có điều kiện kiểm chứng. Giả như, việc thành lập thành phố Pagan (Bagan) vào thế kỷ 9 mặc dù được kiểm chứng về niên đại, được ghi trong Biên niên sử vào năm 849, song vẫn còn các câu hỏi về việc sáng lập triều Pagan là từ thế kỷ 2 hay một mốc khác.
Tên và cách đọc Anh hóa của chúng cũng như ngày tháng ở đây nói chung được tham khảo từ G.E. Harvey và Htin Aung. Trong một số trường hợp, danh sách sử dụng ngày tháng chính xác hơn do các sử gia sau này đưa ra, bao gồm G.H. Luce và Than Tun. Ví dụ, các năm mất của Kyansittha, Wareru và Nyaungyan được đưa ra tương ứng là vào các năm 1113, 1307 và 1606 (không phải 1112, 1306 và 1605 theo Harvey và Htin Aung.) Tương tự, năm mất của Razadarit được ghi là 1422 ở giữa các nguồn của người Môn (1421) và các nguồn của người Miến (1423). Các vương quốc thời kỳ đầu chủ yếu mang tính huyền thoại và không có bằng chứng xác thực.

### Arakan (đến 1430)
Các biên niên sử Arakan thuật lại từ mốc thời gian 2666 TCN. Thời gian trước khi Pagan chinh phục Arakan hoàn toàn không được chứng thực.

### Truyền thuyết Pagan (107–849)
Các biên niên sử Miến Điện không đồng nhất về nguồn gốc của triều Pagan. Các biên niên sử thế kỷ 18 cho rằng nguồn gốc của Pagan là năm 167 SCN, khi Pyusawhti, một hậu duệ của thần mặt trời, đã thành lập một triều đại ở Pagan. Song Hmannan Yazawin (Biên niên sử Cung Pha lê) liên hệ nguồn gốc của triều đại với thị tộc của Đức Phật và vị Phật quốc vương đầu tiên Maha Sammata (မဟာ သမ္မတ). Danh sách của Harvey bắt đầu từ Pyusawhti, không như Thamudarit bắt đầu với Hmannan.
| Vua                     | Trị vì  | Quan hệ               | Chú thích                                  |
| ----------------------- | ------- | --------------------- | ------------------------------------------ |
| Thamudarit              | 107–152 |                       |                                            |
| Yathekyaung             | 152–167 |                       |                                            |
| Pyusawhti               | 167–242 | Phò mã của Thamudarit | Sáng lập triều Pagan trước khi Hmannan     |
| Htiminyin               | 242–299 | Con trai              |                                            |
| Yinminpaik              | 299–324 | Con trai              |                                            |
| Paikthili               | 324–344 | Con trai              |                                            |
| Thinlikyaung I          | 344–387 | Con trai              |                                            |
| Kyaungdurit             | 387–412 | Con trai              |                                            |
| Thihtan                 | 412–439 | Con trai              |                                            |
| Một số người tiếm quyền | 439–494 |                       |                                            |
| Tharamunhpya            | 494–516 | Cháu của Thihtan      |                                            |
| Thaiktaing              | 516–523 | Con trai              |                                            |
| Thinlikyaung II         | 523–532 | Con trai              |                                            |
| Thinlipaik              | 532–547 | Em trai               |                                            |
| Hkanlaung               | 547–557 | Em trai               |                                            |
| Hkanlat                 | 557–569 | Em trai               |                                            |
| Htuntaik                | 569–582 | Con trai              |                                            |
| Htunpyit                | 582–598 | Con trai              |                                            |
| Htunchit                | 598–613 | Con trai              |                                            |
| Popa Sawrahan           | 613–640 |                       | Bị tiếm quyền                              |
| Shwe Onthi              | 640–652 | Con rể                |                                            |
| Peitthon                | 652–660 | Anh/em trai           |                                            |
| Peittaung               | 660–710 | Con trai              |                                            |
| Ngahkwe                 | 710–716 | Em trai               |                                            |
| Myinkywe                | 716–726 |                       | Bị tiếm quyền                              |
| Theinkha                | 726–734 |                       | Triều đình lựa chọn; có dòng máu hoàng gia |
| Theinsun                | 734–744 | Con trai              |                                            |
| Shwelaung               | 744–753 | Con trai              |                                            |
| Htunhtwin               | 753–762 | Con trai              |                                            |
| Shwemauk                | 762–785 | Con trai              |                                            |
| Munlat                  | 785–802 | Anh/em trai           |                                            |
| Sawhkinhnit             | 802–829 | Con trai              |                                            |
| Hkelu                   | 829–846 | Con trai              |                                            |

### Hanthawaddy sơ kỳ (825–1057)
Danh sách ở đây do Harvey dựa vào Shwemawdaw Thamaing (nghĩa "Lịch sử của chùa Shwemawdaw"); không rõ niên đại. Các biên niên sử của người Môn có một danh sách những người cai trị tương tự từ năm 573 đến 781 song không có ghi chép về giai đoạn sau đó, để lại một khoản trống 276 năm khi Pagan chinh phục Pegu năm 1057.. Nhưng theo Michael Aung-Thwin, các vương quốc Mông tiền Pagan ở hạ Miến Điện là truyền thuyết từ thế kỷ 15, không có bằng chứng xác nhận. Pegu mới chỉ xuất hiện trong các ghi chép Miến cổ vào năm 1266.
Danh sách ở đây là mỗi Harvey đã báo cáo từ Thamaing Shwemawdaw (dịch nghĩa "Lịch sử của Shwemawdaw chùa"); ngày unattested [4] Th 2 Chronicles cho một danh sách tương tự của các nhà cai trị từ 573 đến 781 với không có hồ sơ sau đó, để lại một khoảng cách 276 năm để chinh phục Pagan của Pegu năm 1057. [5] Harvey của danh sách tốt hơn đồng bộ hóa với lịch sử xác nhận ngày Pagan. Nhưng theo Michael Aung-Thwin, Pagan Th 2 vương quốc của Miến Điện Hạ là truyền thuyết thế kỷ sau đó 15, unattested bằng các chứng cứ. Pegu là tên một địa chỉ đầu tiên xuất hiện tại 1266 Old Miến Điện ghi. [6]
| Vua            | Trị vì    | Quan hệ     | Chú thích                     |
| -------------- | --------- | ----------- | ----------------------------- |
| Thamala        | 825–837   |             | Thành lập Pegu (Bago) năm 825 |
| Wimala         | 837-854   | Anh/em trai |                               |
| Atha           | 854–861   | Cháu trai   |                               |
| Areindama      | 861–885   | Con trai    |                               |
| Một vị sư tăng | 885–902   |             |                               |
| Geinda         | 902–917   |             |                               |
| Migadeippa I   | 917–932   |             |                               |
| Geissadiya     | 932–942   |             |                               |
| Karawika       | 942–954   |             |                               |
| Pyinzala       | 954–967   | Con trai    |                               |
| Attatha        | 967–982   | Anh/em trai |                               |
| Anuyama        | 982–994   | Cháu trai   |                               |
| Migadeippa II  | 994–1004  |             |                               |
| Ekkathamanda   | 1004–1016 |             |                               |
| Uppala         | 1016–1028 |             |                               |
| Pontarika      | 1028–1043 |             | Sáng lập Dagon                |
| Tissa          | 1043–1057 |             |                               |

### Vương quốc Thaton(đến 1057)
Các biên niên sử Mông thuật lại rằng vương quốc Thaton được thành lập vào khoảng thời gian Đức Phật còn sống trên trần gian, và vị quốc vương đầu tiên là Thiha Raza đã qua đới cùng năm với Đức Phật, tức 543 TCN. Vua cuối cùng của vương quốc là Manuha, bị Anawrahta bắt, được cho là vua thứ 59 của Thaton. Tình trạng tồn tại của vương quốc này, cùng với các vương quốc Môn tiền Pagan khác vẫn còn là một câu hỏi.

## Pagan(849–1298)

### Đầu Pagan
Dưới đây là một phần danh sách các vua đầu của triều Pagan do Hmannan ghi nhận. Danh sách bắt đầu từ Pyinbya.
| Vua                | Trị vì theo Hmannan Yazawin / (được điều chỉnh) | theo Zatadawbon Yazawin | Quan hệ                         |
| ------------------ | ----------------------------------------------- | ----------------------- | ------------------------------- |
| Pyinbya            | 846–878 / 874–906                               |                         |                                 |
| Tannet             | 878–906 / 906–934                               |                         | Con trai                        |
| Sale Ngahkwe       | 906–915 / 934–943                               |                         | Tiếm quyền                      |
| Theinhko           | 915–931 / 943–959                               |                         | Con trai                        |
| Nyaung-u Sawrahan  | 931–964 / 959–992                               | 956–1001                | Tiếm quyền                      |
| Kunhsaw Kyaunghpyu | 964–986 / 992–1014                              | 1001–1021               | Con trai của Tannet             |
| Kyiso              | 986–992 / 1014–1020                             |                         | Con trai của Nyaung-u Sawrahan  |
| Sokkate            | 992–1017 / 1020–1044                            |                         | Anh/em trai                     |
| Anawrahta          | 1017–1059 / 1044–1076                           | 1044–1077               | Con trai của Kunhsaw Kyaunghpyu |

### Đế quốc Pagan
Danh sách nói chung được lấy từ các biên niên sử ngoại trừ Kyansittha và từ Kyaswa đến Narathihapate, ngày tháng xét lại của Luce được sử dụng. Luce không công nhận Naratheinkha, và đưa ra một đứt quãng 9 năm giữa 1165 và 1174. Song điều này bị đặt nhiều dấu hỏi lớn.
| Vua           | Trị vì    | Quan hệ                         | Chú thích                       |
| ------------- | --------- | ------------------------------- | ------------------------------- |
| Anawrahta     | 1044–1077 | Con trai của Kunhsaw Kyaunghpyu | Sáng lập đế quốc Pagan          |
| Sawlu         | 1077–1084 | Con trai                        |                                 |
| Kyansittha    | 1084–1113 | Anh/em trai khác mẹ             | 1084–1112 theo Hmannan          |
| Sithu I       | 1113–1167 | Tôn                             | Cũng là tôn của Sawlu           |
| Narathu       | 1167–1170 | Con trai                        |                                 |
| Naratheinkha  | 1170–1174 | Con trai                        |                                 |
| Sithu II      | 1174–1211 | Anh/em trai                     |                                 |
| Htilominlo    | 1211–1235 | Con trai                        |                                 |
| Kyaswa        | 1235–1249 | Con trai                        | 1235–1250 theo Hmannan          |
| Uzana         | 1249–1256 | Con trai                        | 1250–1254 theo Hmannan          |
| Narathihapate | 1256–1287 | Con trai                        | 1254–1287 theo Hmannan          |
| Kyawswa       | 1287–1298 | Con trai                        | Chư hầu của Mông Cổ (1297–1298) |
| Sawhnit       | 1298–1325 | Con trai                        | Phó vương Pagan của Myinsaing   |
| Uzana II      | 1325–1369 | Con trai                        | Phó vương Pagan                 |

## Các vương quốc nhỏ

### Myinsaing(1298–1313)
| Vua                              | Trị vì                        | Quan hệ | Chú thích                       |
| -------------------------------- | ----------------------------- | ------- | ------------------------------- |
| Athinhkaya Yazathingyan Thihathu | 1298–1310 1298–1303 1298–1313 |         | Anh em trai và cùng nhiếp chính |

### Pinya(1313–1364)
| Vua                    | Trị vì    | Quan hệ                                    | Chú thích                                                 |
| ---------------------- | --------- | ------------------------------------------ | --------------------------------------------------------- |
| Thihathu               | 1313–1324 | Anh/em trai của Athinhkaya và Yazathingyan |                                                           |
| Uzana I                | 1324–1343 | Con nuôi                                   | Con trai của Kyawswa của Pagan                            |
| Kyawswa I (Ngarsishin) | 1343–1350 | Anh/em trai kahcs mẹ                       | Con trai của Thihathu, anh/em trai của Sawyun của Sagaing |
| Kyawswa II             | 1350–1359 | Son                                        |                                                           |
| Narathu của Pinya      | 1359–1364 | Brother                                    |                                                           |
| Uzana II               | 1364      | Brother                                    |                                                           |

### Sagaing(1315–1364)
| Vua                | Trị vì    | Quan hệ               | Chú thích                           |
| ------------------ | --------- | --------------------- | ----------------------------------- |
| Sawyun             | 1315–1323 | Con trai của Thihathu | Anh/em trai của Kyawswa I của Pinya |
| Tarabya I          | 1323–1336 | Anh/em trai cùng mẹ   |                                     |
| Shwetaungtet       | 1336–1340 | Con trai              |                                     |
| Kyaswa of Sagaing  | 1340–1350 | Bác/Chú               | Con trai của Sawyun                 |
| Nawrahta Minye     | 1350      | Anh/em trai           |                                     |
| Tarabya II         | 1350–1353 | Anh/em trai           |                                     |
| Minbyauk Thihapate | 1353–1364 | Anh rể                | Bị con ghẻ Thadominbya ám sát       |

### Ava(1364–1555)
| Vua              | Trị vì    | Quan hệ                         | Chú thích                                          |
| ---------------- | --------- | ------------------------------- | -------------------------------------------------- |
| Thadominbya      | 1364–1368 |                                 | Tôn của Sawyun                                     |
| Swasawke         | 1368–1400 | Được triều đình lựa chọn        | Tôn của Kyawswa của Pagan và chất tôn của Thihathu |
| Tarabya          | 1400–1401 | Con trai                        |                                                    |
| Minkhaung I      | 1401–1422 | Anh/em trai khác mẹ             |                                                    |
| Thihathu         | 1422–1426 | Con trai                        |                                                    |
| Minhlange        | 1426      | Con trai                        | Bị ám sát                                          |
| Kale Kyetaungnyo | 1426–1427 | Bác/Chú                         |                                                    |
| Mohnyin Thado    | 1427–1440 |                                 | Có nguồn gốc từ Kyawswa I của Pinya                |
| Minyekyawswa     | 1440–1443 | Con trai                        |                                                    |
| Narapati         | 1443–1468 | Anh/em trai                     |                                                    |
| Thihathura       | 1469–1481 | Con trai                        |                                                    |
| Minkhaung II     | 1481–1502 | Con trai                        |                                                    |
| Thihathura II    | 1487–1502 | Con trai                        | liên vương dưới thời trị vì của Minkhaung II       |
| Shwenankyawshin  | 1502–1527 | Con trai của Minkhaung II       |                                                    |
| Thohanbwa        | 1527–1543 | Con trai của Sawlon của Mohnyin |                                                    |
| Hkonmaing        | 1543–1546 |                                 | Saopha của Thibaw                                  |
| Mobye Narapati   | 1546–1552 | Con trai                        | Saopha của Mobye (Mong Pai)                        |
| Sithu Kyawhtin   | 1552–1555 |                                 | Saopha của Salin                                   |

### Prome(1482–1542)
| Vua          | Trị vì    | Quan hệ                   | Chú thích |
| ------------ | --------- | ------------------------- | --------- |
| Thado Minsaw | 1482–1527 | Con trai Narapati của Ava |           |
| Bayin Htwe   | 1527–1533 | Con trai                  |           |
| Narapati     | 1533–1539 | Con trai                  |           |
| Minkhaung    | 1539–1542 | Anh/em trai               |           |

### Hanthawaddy(1287–1539)
| Vua               | Trị vì    | Quan hệ                   | Chú thích                     |
| ----------------- | --------- | ------------------------- | ----------------------------- |
| Wareru            | 1287–1307 |                           |                               |
| Hkun Law          | 1307–1311 | Anh/em trai               |                               |
| Saw O             | 1311–1324 | Cháu trai                 |                               |
| Saw Zein          | 1324–1331 | Anh/em trai               |                               |
| Zein Pun          | 1331      |                           | Tiếm quyền                    |
| Saw E             | 1331      | Cháu trai của Saw Zein    |                               |
| Binnya E Law      | 1331–1348 | Bác/chú                   | Con trai của Hkun Law         |
| Binnya U          | 1348–1384 | Cháu trai                 | Con trai của Saw Zein         |
| Razadarit         | 1384–1422 | Con trai                  |                               |
| Binnya Dhammaraza | 1422–1426 | Con trai                  |                               |
| Binnya Ran I      | 1426–1446 | Anh/em trai               |                               |
| Binnya Waru       | 1446–1450 | Cháu trai                 |                               |
| Binnya Kyan       | 1450–1453 | Anh/em họ                 | Con trai của Binnya Dhamaraza |
| Leik Munhtaw      | 1453      | Anh/em họ                 | Con trai của Binnya Ran       |
| Shin Sawbu        | 1453–1472 | Cô                        | Con gái của Razadarit         |
| Dhammazedi        | 1472–1492 | Con rể                    |                               |
| Binnya Ran II     | 1492–1526 | Con trai                  |                               |
| Takayutpi         | 1526–1539 | Con trai                  |                               |
| Smim Sawhtut      | 1550      |                           | Đòi lên ngôi                  |
| Smim Htaw         | 1550–1552 | Anh/em trai của Takayutpi | Đòi lên ngôi                  |

### Mrauk-U(1430–1785)
| Vua                 | Trị vì    | Quan hệ                              | Chú thích                   |
| ------------------- | --------- | ------------------------------------ | --------------------------- |
| Min Saw Mon         | 1430–1434 | Con trai của Razathu                 | Dời đô đến Mrauk-U năm 1433 |
| Min Khari           | 1434–1459 | Anh/em trai                          |                             |
| Ba Saw Phyu         | 1459–1482 | Con trai                             |                             |
| Dawlya              | 1482–1492 | Con trai                             |                             |
| Ba Saw Nyo          | 1492–1494 | Bác/chú, con trai của Min Khari      |                             |
| Ran Aung            | 1494      | Cháu trai, con trai của Dawlya       |                             |
| Salin Gathu         | 1494–1501 | Cậu                                  |                             |
| Min Raza            | 1501–1523 | Con trai                             |                             |
| Gazapati            | 1523–1525 | Con trai                             |                             |
| Min Saw O           | 1525      | Thúc tổ, anh/em trai của Salin Gathu |                             |
| Thatasa             | 1525–1531 | Con trai của Dawlya                  |                             |
| Min Bin             | 1531–1553 | Con trai của Min Raza                |                             |
| Dikha               | 1553–1555 | Con trai                             |                             |
| Saw Hla             | 1555–1564 | Con trai                             |                             |
| Min Setya           | 1564–1571 | Anh/em trai                          |                             |
| Min Palaung         | 1571–1593 | Con trai của Min Bin                 |                             |
| Min Razagyi         | 1593–1612 | Con trai                             |                             |
| Min Khamaung        | 1612–1622 | Con trai                             |                             |
| Thiri Thudhamma     | 1622–1638 | Con trai                             |                             |
| Min Sani            | 1638      | Con trai                             | Trị vì 28 ngày              |
| Narapati            | 1638–1645 | Tằng tôn của Thasata                 |                             |
| Thado               | 1645–1652 | Cháu trai                            |                             |
| Sanda Thudhamma     | 1652–1684 | Con trai                             |                             |
| Thiri Thuriya       | 1684–1685 | Con trai                             |                             |
| Wara Dhammaraza     | 1685–1692 | Anh/em trai                          |                             |
| Muni Thuddhammaraza | 1692–1694 | Anh/em trai                          |                             |
| Sanda Thuriya I     | 1694–1696 | Anh/em trai                          |                             |
| Nawrahta Zaw        | 1696      | Con trai                             | Trị vì 15 ngày              |
| Mayokpiya           | 1696–1697 | Tiếm quyền                           |                             |
| Kalamandat          | 1697–1698 | Tiếm quyền                           |                             |
| Naradipati I        | 1698–1700 | Con trai của Sanda Thuriya           |                             |
| Sanda Wimala I      | 1700–1706 | Tôn tử của Thado                     |                             |
| Sanda Thuriya II    | 1706–1710 | Tôn tử của Sanda Thudhamma           |                             |
| Sanda Wizaya        | 1710–1731 | Tiếm quyền                           |                             |
| Sanda Thuriya III   | 1731–1734 | Con rể                               |                             |
| Naradipati II       | 1734–1735 | Con trai                             |                             |
| Narapawara          | 1735–1737 | Tiếm quyền                           |                             |
| Sanda Wizaya        | 1737      | Anh/em họ                            | Trị vì 8 tháng              |
| Madarit             | 1737–1742 | Anh/em trai                          |                             |
| Nara Apaya          | 1742–1761 | Bác/chú                              |                             |
| Thirithu            | 1761      | Con trai                             | Trị vì 3 tháng              |
| Sanda Parama        | 1761–1764 | Anh/em trai                          |                             |
| Apaya               | 1764–1773 | Anh/em rể                            |                             |
| Sanda Thumana       | 1773–1777 | Anh/em rể                            |                             |
| Sanda Wimala II     | 1777      | Tiếm quyền                           | Trị vì 40 ngày              |
| Sanda Thaditha      | 1777–1782 |                                      | Lãnh chúa Ramree            |
| Thamada             | 1782–1785 |                                      |                             |

## Toungoo(1510–1752)
Kinh đô: Toungoo (1510–1539), Pegu (1539–1635), Ava (1635–1752)
| Vua                   | Trị vì    | Quan hệ        | Chú thích                             |
| --------------------- | --------- | -------------- | ------------------------------------- |
| Mingyinyo             | 1510–1530 |                | Phó vương Toungoo, 1486–1510          |
| Tabinshwehti          | 1530–1550 | Con trai       |                                       |
| Bayinnaung            | 1551–1581 | Anh/em rể      |                                       |
| Nanda                 | 1581–1599 | Con trai       | Bị ám sát; cháu trai của Tabinshwehti |
| Nyaungyan             | 1599–1606 | Anh/em khác mẹ |                                       |
| Anaukpetlun           | 1606–1628 | Con trai       |                                       |
| Minyedeippa           | 1628–1629 | Con trai       |                                       |
| Thalun                | 1629–1648 | Bác/chú        |                                       |
| Pindale               | 1648–1661 | Con trai       |                                       |
| Pye                   | 1661–1672 | Anh/em trai    |                                       |
| Narawara              | 1672–1673 | Con trai       |                                       |
| Minyekyawdin          | 1673–1698 | Cháu trai      |                                       |
| Sanay                 | 1698–1714 | Con trai       |                                       |
| Taninganway           | 1714–1733 | Con trai       |                                       |
| Mahadhammaraza Dipadi | 1733–1752 | Con trai       |                                       |

### Hanthawaddy Phục hưng(1740–1757)
| Vua                  | Trị vì    | Quan hệ | Chú thích |
| -------------------- | --------- | ------- | --------- |
| Smim Htaw Buddhaketi | 1740–1747 |         | Thoái vị  |
| Binnya Dala          | 1747–1757 |         |           |

## Konbaung(1752–1885)
Kinh đô: Shwebo (1752–1760); Sagaing (1760–1764); Ava (1764–1783, 1823–1837), Amarapura (1783–1823, 1837–1857), Mandalay (1857–1885)
| Vua                    | Trị vì    | Quan hệ     | Chú thích                       |
| ---------------------- | --------- | ----------- | ------------------------------- |
| Alaungpaya             | 1752–1760 |             |                                 |
| Naungdawgyi            | 1760–1763 | Con trai    |                                 |
| Hsinbyushin            | 1763–1776 | Em trai     | Con trai thứ hai của Alaungpaya |
| Singu                  | 1776–1782 | Con trai    | Bị ám sát                       |
| Phaungkaza Maung Maung | 1782      | Anh/em họ   | Con trai của Naungdawgyi        |
| Bodawpaya              | 1782–1819 | Chú         | Con trai thứ tư của Alaungpaya  |
| Bagyidaw               | 1819–1837 | Tử tôn      | Phế truất                       |
| Tharrawaddy            | 1837–1846 | Anh/em trai |                                 |
| Pagan                  | 1846–1853 | Con trai    | Phế truất                       |
| Mindon                 | 1853–1878 | Anh/em trai |                                 |
| Thibaw                 | 1878–1885 | Con trai    | Phế truất                       |

## Yên cầu ngai vàng Miến Điện từ 1885

### Triều Konbaung
- Vua Thibaw (1885–1916)
- Công chúa Myat Paya Lat (1916–1956)
- Công chúa Myat Phaya (1956–1962)
- Hoàng tử Taw Phaya (1962–nay)